# История математики в России
Математика в России активно развивается с начала XVIII века. Начиная со второй половины XIX века, российские математики внесли значительный вклад в мировую науку.

## Древность и средневековье
Судя по структуре русских числительных, счёт в России издавна вёлся десятками и сотнями: три+на+дцать, шесть+десят, четыре+ста. Вместе с кириллицей появился и греческий обычай обозначать цифры помеченными специальным значком буквами; использовались буквы, аналогичные греческим, а специфически-славянские (Б, Ж, Ш и др.) числовых значений не получили. Исключение было сделано для букв Ч и Ц, перенявших числовые значения архаичных греческих букв коппа и сампи, см. Кириллическая система счисления. Числа записывались, как в римско-греческой системе, аддитивно, например, МГ обозначало 40+3. Для больших чисел (начиная с 1000) использовались особые пометки. Некоторые круглые большие числа имели специальные названия:
- Тьма (десять тысяч)
- Легион, или неведий (сто тысяч)
- Леодр (миллион)

Для ещё бо́льших чисел была предусмотрена особая система записи «великий счёт». Славянская нумерация использовалась в России до XVIII века, после чего всюду, за исключением церковной литературы, была заменена на современную.
Впервые в русской литературе математические сведения появляются в юридическом сборнике «Русская правда» (XI век), где приведен ряд расчётных примеров (долги, штрафы, проценты и т. п.).
В 1136 году новгородский монах Кирик написал математико-астрономическое сочинение с подробным расчётом даты сотворения мира. Полное наименование его сочинения таково: «Кирика диакона и доместика Новгородскаго Антониева монастыря учение им-же ведати человеку числа всех лет». Помимо хронологических расчётов, Кирик привёл пример геометрической прогрессии, возникающей от деления суток на всё более мелкие доли; на одной миллионной Кирик остановился, заявив, что «более сего не бывает».
После монгольского нашествия (XIII век) научное развитие России затормозилось. Конфликты с католическими соседями вызвали изоляцию русских княжеств от западной культуры, а связь с единоверной Византией была затруднена. Грамотность даже среди духовенства, где она требовалась по уставу, была удручающе низкой. Все научные книги, изданные на Западе (где как раз с XII века начался научный подъём), были запрещены. Сохранилось поучение тех лет, гласящее: «Богомерзостен перед Богом всякий, кто любит геометрию; а се душевные грехи учиться астрономии и эллинским книгам; по своему разуму верующий легко впадает в различные заблуждения».
Единственной задачей, выходящей за рамки хозяйственных потребностей, был расчёт даты православной Пасхи, требующий незаурядных познаний в астрономии и математике. В XV веке пришлось решать сложную церковно-государственную проблему: ранее составленные в 1352 году (при Василии Калике, архиепископе Новгородском) пасхальные таблицы на 1360—1492 годы заканчивались, и во всей Руси не нашлось человека, способного произвести нужные расчеты, а Византии более не существовало. Пришлось организовать специальную делегацию, возглавленную образованным новгородским архиепископом Геннадием Гонзовым, которая отправилась в Рим за консультациями. Вояж закончился успешно, делегаты привезли таблицы пасхалий на 70 лет вперед и методику её составления. Позже, в 1539 году, при архиепископе Новгородском Макарии, была составлена пасхалия на следующую тысячу лет.

## XVII век
В XVI—XVII веках государство укрепилось, и положение стало меняться. Потребности экономики и армии, особенно артиллерии, настоятельно требовали повысить уровень образования, в том числе математического. В Москве стали селиться приглашённые иностранные специалисты, были переведены на русский популярные западные руководства по прикладным наукам и математике — в первую очередь арифметике и геометрии.
Одним из первых учебников геометрии на русском языке является рукопись начала XVII века «Синодальная № 42», составленная в 1625 году Елизарьевым и хранящаяся в Государственном историческом музее.
Не все руководства того времени были надлежащего качества.
Чудом уцелевший «Устав ратных дел» начала XVII века содержит несколько задач триангуляции на местности, изложенных довольно смутно. Другое дошедшее до нас с тех времён руководство, «Книга сошного письма», посвящена задачам землемерия. Многие приведенные в ней правила вычисления площадей содержат грубые ошибки. Например. чтобы вычислить площадь треугольника, предписывается умножить половину меньшей стороны на бо́льшую; вероятно, треугольник считался прямоугольным, а бо́льшая сторона подразумевала больший из катетов. При вычислении объёма цилиндра предполагалось, что {\displaystyle \pi =3}.
К этому периоду в арифметике уже частично сложилась русская терминология:
- Считание (сложение)
- Вычитание
- Перечни (слагаемые)
- Исподний большой перечень (сумма)
- Заёмный перечень (уменьшаемое)
- Платёжный перечень (вычитаемое)
- Большой перечень (делимое)
- Деловой перечень (делитель)
- Жеребейный перечень (частное)
- Остаточная доля (остаток)

Сомножители и произведение названий не получили. Некоторые недостающие термины заменяются кальками с латинского (например, радикс — radix, корень). Славянская нумерация начинает вытесняться десятичной записью с индо-арабскими цифрами.
Первая высшая школа — духовная академия — открылась в Киеве (тогда ещё польском) в начале XVII века. Спустя полвека и в Москве появилась Славяно-греко-латинская академия (1687). В ней учились Л. Ф. Магницкий, М. В. Ломоносов и другие научные пионеры России. Впрочем, математику в Москве поначалу не преподавали, а в Киеве ограничивались начальными сведениями. Проживавший в Москве Юрий Крижанич писал в своей книге «Разговоры о владетельстве»: «Купцы не учатся даже арифметике, и иноземцы во всякое время беспощадно их обманывают».
Ко времени петровских реформ Россия располагала рукописными учебниками арифметики, излагавшими чаще всего технику вычислений на русских счётах. В отличие от аналогов, русские счёты были ориентированы на десятичную арифметику (в китайском суаньпань ещё были заметны следы старинного счёта пятёрками). Конструкция счётов менялась с изменением налоговой системы, современный вид они приняли в XVII веке. После неудачного наполеоновского похода русские счёты попали во Францию, где под именем булье́ (boulier) получили распространение как очень полезное школьное пособие для обучения арифметике.

## Петровские реформы, XVIII век
С началом книгопечатания в России стали выпускаться и сочинения математиков Российской империи. Первое из них было отпечатано в 1682 году в Москве и называлось «Считание удобное, которым всякий человек, купующий или продающий, зело удобно изыскати может число всякие вещи…». Основную часть этого издания составляет таблица умножения чисел до {\displaystyle 100\times 100}.
В ней употребляются ещё славянские цифры. По экземпляру этой книги хранится, например, в РГБ и в Научной библиотеке МГУ. Второе издание (1714, Петербург) напечатано уже гражданским шрифтом и индийскими (арабскими) цифрами. Знаменательно, что первое издание спросу почти не имело, а второе разошлось заметным для того времени тиражом более 700 экземпляров.
В 1701 году императорским указом была учреждена в Сухаревой башне математически-навигацкая школа, где преподавал Л. Ф. Магницкий.
По поручению Петра I он написал известный учебник арифметики (1703), а позже издавал навигационные и логарифмические таблицы. В отличие от вышеописанных предшественников, учебник Магницкого для того времени был исключительно добротным и содержательным. Автор тщательно отобрал всё лучшее, что было в существовавших тогда учебниках, и изложил материал ясно, с многочисленными примерами и пояснениями, с красочными иллюстрациями. Несколько поколений в России обучались математике по этой книге; М. В. Ломоносов цитировал её наизусть и называл «вратами учёности».
Кроме собственно арифметики, учебник Магницкого содержал материал по алгебре (почему-то в устаревшей символике Виета), геометрии, тригонометрии, метеорологии, астрономии и навигации. Впервые на русском языке появились квадратные и биквадратные уравнения, прогрессии, тригонометрические функции и многое другое. Хотя в книге использовались только арабские цифры, однако её листы пронумерованы ещё по старой славянской системе.
В 1715 году навигацкая школа была переименована в Морскую академию и переведена в Петербург. Одновременно Пётр распорядился разослать в губернии по два выпускника этой школы, освоивших геометрию и географию, с целью создать там школы «для науки молодых ребяток из всяких чинов людей». Эти школы получили название цифирных, так как особое внимание в них уделяли счёту, а также геометрии. Любопытно, что зачастую простые горожане охотнее отдавали детей в обучение, чем дворяне. Для духовенства, по традиции наследственного, были организованы отдельные епархиальные школы, а в армии — гарнизонные. Привычным стимулом обучения повсюду была розга. Все эти меры привели к тому, что число образованных людей в России стало быстро расти.
Высшая математика поначалу не вызвала в России интереса, даже Ломоносов ею не владел. Но положение вскоре изменилось и здесь. В 1725 году была учреждена Петербургская академия наук, куда пригласили, в числе прочих, крупнейших математиков Европы — Эйлера и Даниила Бернулли. Первое время профессоров было больше, чем студентов, и они читали лекции друг другу.
Присутствие в Академии такого научного колосса, как Эйлер, сказалось быстро. Появился первый русский научный журнал: «Комментарии Санкт-Петербургской Академии». Начали выходить в свет не только русские переводы европейских учебников и классических монографий, но и оригинальные труды. Эйлер вполне освоил русский язык и часть своих трудов, в первую очередь учебного характера, издавал на русском — в ряде случаев они выходили раньше, чем их варианты на латинском или немецком.
1755: по инициативе Ломоносова появился Императорский Московский университет, и при нём две гимназии. В 1760 году открылась кафедра математики, однако из-за отсутствия квалифицированных кадров лекции по высшей математике были включены в курс только в начале XIX века.
Первыми академиками-математиками России стали С. К. Котельников, В. И. Висковатов и С. Е. Гурьев. Первые двое ничем особенным не прославились, кроме составления и перевода учебников, а также неустанного труда по подготовке научной смены. Гурьев опубликовал ряд значительных работ по прикладной математике и геометрии. Хотя научный уровень этих академиков ещё не достигал «европейских стандартов», но педагогами они были добросовестными, и следующее поколение российских учёных оправдало их надежды.
Итогом усилий по развитию российской математики в XVIII веке можно считать написанный Т. Ф. Осиповским (1801) содержательный «Курс математики» в 4 томах, выдержавший три издания.

## XIX век
Мощным толчком к развитию российской науки послужили реформы М. М. Сперанского.
В начале XIX в. было создано Министерство народного просвещения, возникли учебные округа, и гимназии стали открываться во всех крупных городах России. При этом содержание курса математики было довольно обширным — алгебра, тригонометрия, приложения к физике и др.
Начали открываться новые университеты — в Казани и Харькове (1804), в Петербурге (1819), в Киеве (1834). Все они в обязательном порядке имели физико-математический факультет.
В XIX веке молодая российская математика уже выдвинула учёных мирового уровня.
Первым из них стал Михаил Васильевич Остроградский, академик пяти европейских академий. Как и большинство российских математиков до него, он разрабатывал преимущественно прикладные задачи анализа. В его работах исследуется распространение тепла, волновое уравнение, теория упругости, электромагнетизм. Занимался также теорией чисел.
Важные прикладные работы выполнил Виктор Яковлевич Буняковский — чрезвычайно разносторонний математик, изобретатель, признанный авторитет по теории чисел и теории вероятностей, автор фундаментального труда «Основания математической теории вероятностей», основоположник российской демографии. Эти два математика дали начало «Петербургской математической школе», первое время занимавшейся в основном тремя областями — теорией чисел, математической физикой и теорией вероятностей.
Фундаментальными вопросами математики в России первой половины XIX века занялся только Николай Иванович Лобачевский, который выступил против догмата евклидовости пространства. Он построил геометрию Лобачевского и глубоко исследовал её необычные свойства. Лобачевский настолько опередил своё время, что был оценён по заслугам только спустя много лет после смерти.
Во второй половине XIX века российская математика, при общем прикладном уклоне, публикует и немало фундаментальных результатов. Несколько важных открытий общего характера сделала Софья Ковалевская, первая женщина профессор математики.
К концу XIX века, стараниями Н. Д. Брашмана и Н. В. Бугаева, формируется активная московская математическая школа.
15 сентября 1864 года начало свою работу Московское математическое общество.
В следующем году вышел первый выпуск его печатного органа «Математический сборник» — первый математический журнал в России.
Первый российский научно-популярный  журнал «Примечания к ведомостям» издавался с 1728 по 1742 год; значительное число статей в нём было по математике. Первый российский чисто математический популярный журнал, «Журнал элементарной математики», начал издаваться Василием Петровичем Ермаковым в Киеве в 1884 году; в преобразованном виде, под названием «Вестник опытной физики и элементарной математики», этот журнал издавался с 1886 по 1917 год.
В Москве начинал свой путь Пафнутий Львович Чебышёв, математик-универсал, который сделал множество открытий в самых разных, далёких друг от друга, областях математики — теории чисел, теории вероятностей, теории приближения функций и др. Ряд его учеников стали известными математиками; из них особенно известен А. А. Марков, давший первоклассные работы по теории вероятностей, теории чисел и математическому анализу.
В Петербурге в конце XIX — начале XX века выходит на историческую сцену новое поколение крупных математиков:
- Д. А. Граве,
- А. Н. Крылов,
- А. М. Ляпунов,
- В. И. Смирнов,
- В. А. Стеклов, впоследствии вице-президент Академии наук СССР (1919—1926)

и другие.
Перед Октябрьской революцией математическая жизнь в Российской империи протекала чрезвычайно активно. Петербургская школа получила выдающиеся результаты
в теории вероятностей (А. А. Марков, А. М. Ляпунов),
теории устойчивости (А. М. Ляпунов),
теории чисел (И. И. Иванов, Я. В. Успенский), математической физике (В. А. Стеклов, Н. М. Гюнтер),
теории аналитических функций (Н. Я. Сонин, Ю. В. Сохоцкий)
и других областях теоретической и прикладной математики.
В Москве крупными достижениями прославились Д. Ф. Егоров, Н. Н. Лузин,
С. А. Чаплыгин.
Число математических обществ в стране увеличилось до 5.

## Советский период

### Основные этапы
Модернизация страны, проводимая после Октябрьской революции, сопровождалась значительным расширением преподавания математики и исследований в этой области. В России появились новые университеты (Воронеж, Горький, Пермь, Свердловск, Ростов, Иркутск) и множество других научных и учебных заведений, разрабатывающих математические проблемы. Кадровый вопрос частично был решён за счёт дореволюционных специалистов, однако их не хватало, тем более что немало крупных математиков эмигрировало за границу: А. М. Островский, А. С. Безикович, Н. Н. Салтыков, позже Я. Д. Тамаркин и Я. В. Успенский. Поэтому ускоренными темпами было подготовлено новое поколение российских математиков.
При Московском, Ленинградском, Казанском и Томском университетах были открыты Математические институты. С 1924 года советские математики участвовали в работе Международного конгресса математиков, их работы были удостоены нескольких высших наград в ходе этих конгрессов. В 1927 году в Москве состоялся Всероссийский (фактически — всесоюзный) съезд математиков, в котором участвовали 378 делегатов со всех концов страны. В 1930 году, с 24 по 29 июня, в Харькове прошёл I Всесоюзный съезд математиков (471 представитель). Следующие съезды состоялись в 1934 году (Ленинград), 1956 (Москва), 1961 (Ленинград). В 1934 году был организован Математический институт им. Стеклова, в 1936 году начался выпуск журнала «Успехи математических наук».
Наиболее тяжёлыми моментами во взаимоотношения математического сообщества с советской властью следует считать
«Дело Лузина» и «Письмо девяноста девяти».
Ряд известных математиков в советское время подверглись политическим гонениям; среди них:
- Д. Ф. Егоров,
- Н. Н. Лузин,
- Н. С. Кошляков,
- И. М. Яглом,
- И. Р. Шафаревич.

### Некоторые достижения
Советская математическая школа окончательно оформилась в 1930-е годы и вскоре стала одной из ведущих в мире. Больших успехов достигли советские математики как в традиционных, так и в новых областях математики — топология, теория меры, теория функций действительного и комплексного переменного, ряды Фурье, теория множеств, теория вероятностей и другие. Перечислим некоторые крупные открытия советских математиков.

#### Математическая логикаи обоснование математики
А. Н. Колмогоров разработал аксиоматику теории вероятностей (1933), сразу ставшую общепризнанным фундаментом этой науки. Колмогоров и А. А. Марков участвовали в формулировке точного понятия алгоритма: Марков ввёл для этого понятие нормального алгоритма, которое использовал при разработке понятий конструктивного анализа. П. С. Новиков много работал в области исследования разрешимости алгоритмов; в частности, он доказал неразрешимость проблем тождества, изомеризации и сопряжённости теории групп; для свойств полугрупп аналогичные результаты получил А. А. Марков. В. А. Воеводский разработал конструкцию для иерархии универсумов, постулировал аксиому унивалентности, инициировал программу построения средствами гомотопической теории типов универсального формального языка.

#### Теория чисел
И. М. Виноградов (1924 год) и Ю. В. Линник (1942 год) внесли определяющий вклад в решение «проблемы Варинга». Л. Г. Шнирельман и И. М. Виноградов в 1930-е годы далеко продвинули решение «проблемы Гольдбаха». А. О. Гельфонд решил 7-ю проблему Гильберта: всякое алгебраическое число, отличное от 0 и 1, будучи возведено в иррациональную степень, дает трансцендентное число. И. Р. Шафаревич доказал общий закон взаимности степенных вычетов. Обнаружены и практически применяются связи аналитической теории чисел со многими другими разделами математики.

#### Геометрия
А. Д. Александров, родоначальник так называемой геометрии Александрова (раздела метрической геометрии), развил синтетический подход к дифференциальной геометрии.
Включает в частности CAT(k) пространства.
Этот раздел повлиял на формирование геометрической теории групп,
в частности теории гиперболических групп.

#### Топология
П. С. Александров создал теорию компактных топологических пространств. Л. С. Понтрягин стал одним из основоположников современной алгебраической топологии.

#### Общая алгебра
А. И. Мальцев нашёл необходимые и достаточные условия упорядочиваемости группы, доказал фундаментальную теорему о представлении произвольной группы Ли в виде прямого произведения её максимальной компактной подгруппы на евклидово пространство. Он же осуществил классификацию полупростых подгрупп классических групп Ли. Л. С. Понтрягин создал чрезвычайно общую теорию характеров топологических абелевых групп.
Н. Г. Чеботарёв и И. Р. Шафаревич успешно использовали теорию Галуа для решения множества алгебраических проблем. В частности, Шафаревич установил, что для поля алгебраических чисел конечной степени всегда существует алгебраическое расширение, имеющее заданную разрешимую группу Галуа.
А. А. Суслин доказал гипотезу Серра.

#### Математический анализ
С. Н. Бернштейн решил 19-ю проблему Гильберта. Д. Е. Меньшов доказал, что всякая конечная периодическая измеримая функция почти всюду представима сходящимся тригонометрическим рядом. Значительный вклад был внесен в теорию дифференциальных уравнений и функциональный анализ.

#### Математическая физика
В СССР сформировался талант лауреата Филдсовской премии М. Л. Концевича.

## Российская Федерация
Г. Я. Перельман доказал гипотезу Пуанкаре.